# Барсов Микола Павлович
Мико́ла Па́влович Ба́рсов (рос. Николай Павлович Барсов; * 27 квітня 1839, місто Болхов Орловської губернії, нині Орловської області Російської Федерації). — † 23 листопада 1889, Варшава) — російський історик, один із засновників російської школи історичної географії.

## Біографія
У 1861 р. закінчив Петербурзький університет.
У 1888 р. став професором Варшавського університету.
Став лауреатом Уваровської премії.

## Праці
Автор наукових праць з історичної географії Давньої Русі 9-14 століть, історії шкільної справи в слов'янських країнах. Серед них:
- (рос.)«Школы на Волыни и Подолии» (1863),
- (рос.)«Материалы для историко-географического словаря Древней Руси» (1865),
- (рос.)«Очерки русской исторической географии. География Начальной (Несторовой) летописи» (1873, друге видання — 1885).